# Тёмный карнавал (сборник)
«Тёмный карнавал» (англ. Dark Carnival) — первый сборник рассказов американского писателя Рэя Брэдбери, опубликованный в 1947 году. В сборник вошли рассказы, написанные автором в 1943—1947 годах.

## Аннотация
В книгу вошли фантастические рассказы, составляющие дебютный авторский сборник Рэя Брэдбери.
Сборник представляет нам очень «чернушного» Брэдбери — именно такими рассказами никому в те годы неизвестному писателю приходилось зарабатывать на жизнь.
В сюжетах и стилистике произведений книги чувствуется влияние Эдгара По. Рассказы Брэдбери, в свою очередь, повлияли на Стивена Кинга.
В сборнике впервые появляются сквозные персонажи некоторых последующих рассказов писателя — дядюшка Эйнар и «Странница» Сеси.

## Рассказы
- День возвращения (англ. The Homecoming) (1946)
- Скелет (англ. Skeleton) (1945)
- Банка (англ. The Jar) (1944)
- Озеро (англ. The Lake) (1944)
- Надгробный камень (англ. The Tombstone) (1945)
- Когда семейство улыбается (англ. The Smiling People) (1947)
- Гонец (англ. The Emissary) (1947)
- Странница (англ. The Traveller) (1946)
- Маленький убийца (англ. The Small Assassin) (1946)
- Толпа (англ. The Crowd) (1943)
- Кукольник (англ. The Handler) (1947)
- Провал во времени (англ. Interim (Time Intervening)) (1947)
- Попрыгунчик в шкатулке (англ. Jack-In-The-Box) (1947)
- Коса (англ. The Scythe) (1943)
- Поиграем в "Отраву" (англ. Let's Play "Poison") (1946)
- Дядюшка Эйнар (англ. Uncle Einar) (1947)
- Ветер (англ. The Wind) (1943)
- Жила-была старушка (англ. There Was an Old Woman) (1944)
- Мертвец (англ. The Dead Man) (1945)
- Постоялец со второго этажа (англ. The Man Upstairs) (1947)
- Водосток (англ. The Cistern) (1947)
- Следующий (англ. The Next in Line) (1947)